# Lijst van beelden in Weert

Dit is een (onvolledige) chronologische lijst van beelden in Weert. Onder een beeld wordt hier verstaan elk driedimensionaal kunstwerk in de openbare ruimte van de Nederlandse gemeente Weert, waarbij beeld wordt gebruikt als verzamelbegrip voor sculpturen, standbeelden, installaties, gedenktekens en overige beeldhouwwerken.
Voor een volledig overzicht van de beschikbare afbeeldingen zie de categorie Beelden in Weert op Wikimedia Commons.
| Geplaatst | Omschrijving                       | Kunstenaar                       | Straat                          | Plaats          | Materiaal | Afbeelding          |
| --------- | ---------------------------------- | -------------------------------- | ------------------------------- | --------------- | --------- | ------------------- |
| 1921      | Heilig Hartbeeld (Weert)           | August Falise                    | Emmasingel                      | Weert           |           |                     |
| ca 1935   | H. Hart (reliëf toren)             |                                  | Bocholterweg                    | Altweerterheide |           |                     |
| 1939      | Maria met Kind                     |                                  | Markt, kerk                     | Weert           | marmer    |                     |
| 1949      | St. Raphaël                        | Cor van Geleuken                 | Stationsstraat, tunnel          | Weert           |           | St.Rafaël           |
| 1952/1984 | Grensmonument                      | Joep Thissen                     | Geuzendijk                      | Weert           |           | Grensmonument       |
| 1952      | Heilig Hartbeeld (Stramproy)       | Cor van Geleuken                 | Molenweg                        | Stramproy       |           |                     |
| 1954      | H. Martinus                        | Frans Tuinstra                   | Nolensstraat / Zuiderstraat     | Weert           |           |                     |
| 1954      | Gezin                              | Frans Tuinstra                   | Ariensstraat / Zuiderstraat     | Weert           |           |                     |
| 1954      | Dr. Poels                          | Frans Tuinstra                   | Dr.Poelsstraat / Tijdigstraat   | Weert           |           |                     |
| 1955      | Pater Libermann                    | Gard van Wegberg                 | Coenraad Abelsstraat            | Weert           |           |                     |
| 1956/1980 | (gevelreliëfs)                     | Charles Eyck / Charles Volders   | Molenveldstraat                 | Weert           |           |                     |
| 1960      | H. Franciscus met dieren (mozaïek) | Jan Tullemans                    | Biest, klooster                 | Weert           |           |                     |
| 1960      | H. Isidorus (reliëf)               | Gard van Wegberg                 | Mastenbroekweg                  | Weert           | ijzer     |                     |
| 1963      | Speerwerper                        | Arthur Spronken                  | PArklaan 1A                     | Weert           | brons     |                     |
| 1964      | 't Menke / De Clown                | Dries Engelen                    | Wilhelminasingel                | Weert           |           |                     |
| 1966      | (reliëf)                           | Jan Tullemans / Eloy Wertz       | Stadhouderslaan                 | Weert           | zink      |                     |
| 1971      | Umbelderke                         | Dries Engelen                    | Korenmarkt                      | Weert           |           |                     |
| 1975      | Kleuter op pony                    | Dolf Wong                        | Vogelsbleek                     | Weert           |           |                     |
| 1977      | (fontein)                          | Piet Killaars                    | Hoogstraat / Beekstraat         | Weert           | brons     |                     |
| 1978      | De Dans                            | Harry Storms                     | Langstraat / van Berlostraat    | Weert           |           | De Dans             |
| 1980      | De Vogel (Adelaar)                 | Fons Bemelmans                   | Maasstraat                      | Weert           | brons     | De Vogel            |
| 1980      | Sint Martinus (kopie)              | Jan Tullemans                    | Markt                           | Weert           |           |                     |
| 1981      | De Rog (straatmozaïek)             | Jan Tullemans                    | St.Raphaëlpad                   | Weert           | steen     |                     |
| 1981      | De Zoatmaal                        | Truus Coumans                    | Kerkplein                       | Stramproy       | brons     |                     |
| 1982      | Paard ("Lei")                      | Harry Storms                     | Beekstraat / Hoge Kei           | Weert           | brons     |                     |
| 1983      | Dik Trom                           | Dolf Wong                        | Johanna van Meursstraat         | Weert           |           |                     |
| 1986      | Beeldengroep Sint Louis            | Louis Bröls                      | Korenmarkt / Schoolstraat       | Weert           |           |                     |
| 1986      | De Rogstaeker                      | Truus Coumans                    | Oude Markt                      | Weert           | brons     | De Rogstaeker       |
| 1989      | Antje van de Statie                | Dolf Wong                        | Stationsplein                   | Weert           | brons     | Antje van de Statie |
| 1990      | De Mulder                          | Truus Coumans                    | Molenweg                        | Stramproy       | brons     | Lei van de Winkel   |
| 1995      | Kleurrijk Weert                    | Jan Snoeck                       | Biest / Recollectenstraat       | Weert           | keramiek  |                     |
| 1996      | Big Tree                           | Frans en Marja de Boer-Lichtveld | Eindhovenseweg / Ringbaan-Noord | Weert           | staal     |                     |
| 1996      | Tunc en Nunc                       | Annemarie Verheijen              | Kasteelplein                    | Weert           | rvs       |                     |
|           | Hei-jknuitersbeëldj                |                                  | Bocholterweg                    | Altweerterheide | brons     |                     |
| 2000      | Bokkeriejersbeëldj                 |                                  | Kemperveldweg                   | Tungelroy       |           |                     |
| 2003      | Wuismanmemorial                    | Truus Coumans                    | Karel Doormanstraat             | Stramproy       | brons     |                     |
| 2014      | Glas-In-Lood Vier Jaargetijden     | Jan Tullemans                    | Tungeler Dorpsstraat            | Tungelroy       |           |                     |
| 2018      | Kabouterbos / Vogels / Alfabet     | Piet Schoenmakers                | Parklaan                        | Stramproy       | keramiek  |                     |
|           | Mercurius                          |                                  | Wilhelminasingel, postkantoor   | Weert           |           |                     |
|           | Ties de Wever                      | Truus Coumans                    | Julianastraat                   | Stramproy       | brons     |                     |